# Camponotini
Camponotini – plemię mrówek z podrodziny Formicinae. Obejmuje 14 opisanych rodzajów.

## Rodzaje
- Calomyrmex Emery, 1895
- Camponotites Dlussky, 1981
- Camponotus Mayr, 1861
- Chimaeromyrma Dlussky, 1988
- Dendromyrmex Emery, 1895
- Drymomyrmex Wheeler, 1915
- Echinopla Smith, 1857
- Forelophilus Kutter, 1931
- Notostigma Emery, 1920
- Opisthopsis Dalla Torre, 1893
- Overbeckia Viehmeyer, 1916
- Phasmomyrmex Stitz, 1910
- Polyrhachis Smith, 1857
- Pseudocamponotus Carpenter, 1930